# Ciecierzyn (Byczyna)

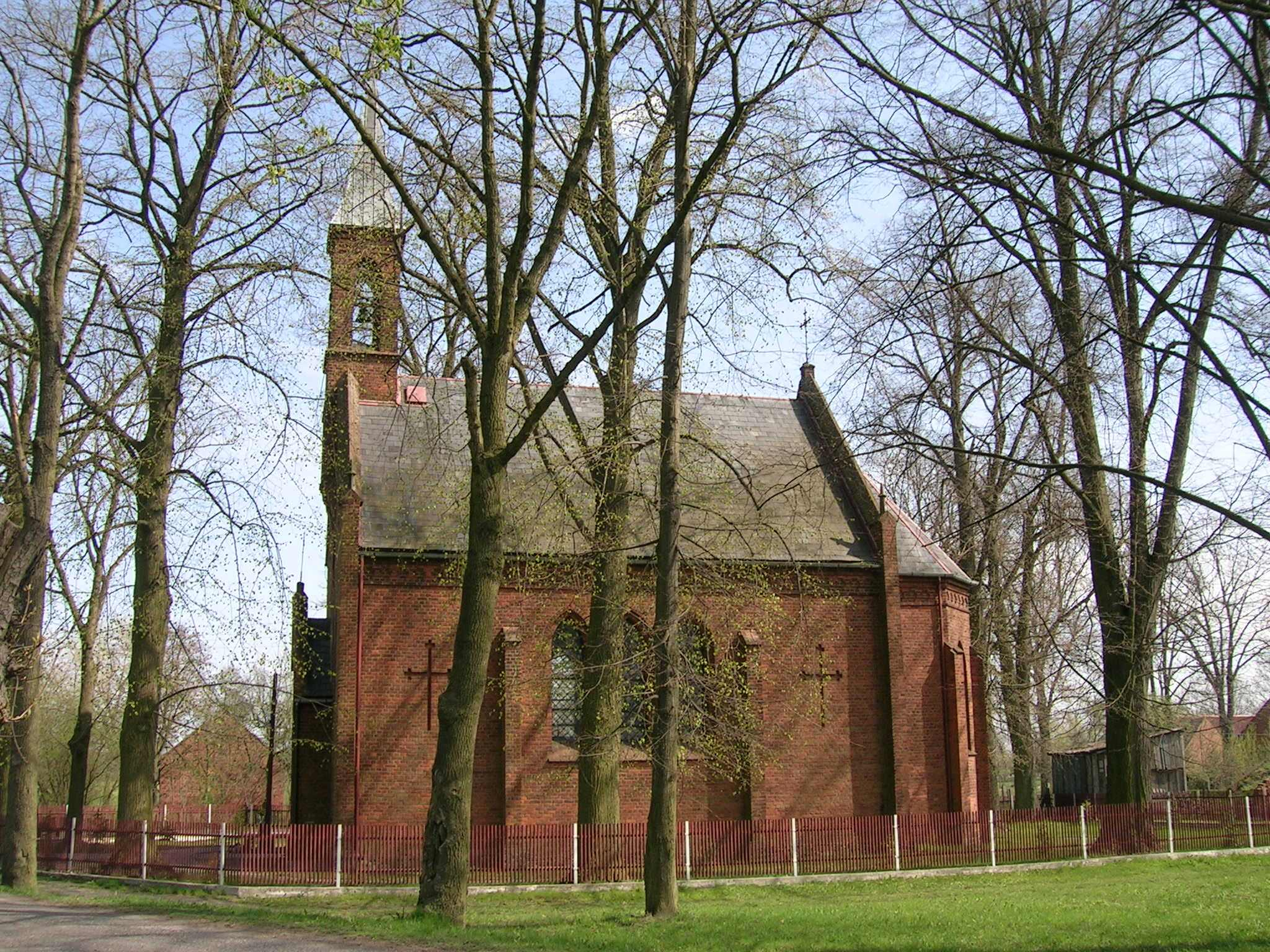
Stanislaus-Kostka-Kirche

Ciecierzyn (deutsch Neudorf) ist ein Ort der Gmina Byczyna in der Woiwodschaft Opole in Polen.

## Geographie

### Geographische Lage
Ciecierzyn liegt im nordwestlichen Teil Oberschlesiens im Kreuzburger Land. Das Dorf Ciecierzyn liegt rund vier Kilometer nordwestlich vom Gemeindesitz Byczyna, rund 21 Kilometer nordwestlich der Kreisstadt Kluczbork und etwa 66 Kilometer nordöstlich der Woiwodschaftshauptstadt Oppeln.
Östlich des Dorfes verläuft die Bahnstrecke Kluczbork–Poznań.

### Nachbarorte
Nachbarorte von Ciecierzyn sind im Nordwesten Kostów (Kostau), im Osten Gołkowice (Golkowitz) und im Westen Miechowa (Omechau).

## Geschichte
1405 wird das Dorf erstmals als Nowa villa erwähnt. 1409 erfolgte die Erwähnung des Dorfes als Newedorff.
1798 wird eine hölzerne evangelische Kirche in Neudorf erbaut. 1814 wird im Dorf eine Schule eingerichtet. 1838 brennt die Dorfkirche nieder. 1845 bestanden im Dorf eine katholische Kirche, ein Schloss, eine Brennerei, ein Vorwerk und weitere 42 Häuser. Im gleichen Jahr lebten in Neudorf 388 Menschen, davon 167 katholisch.  1874 wurde der Amtsbezirk Neudorf gegründet. 1878 wurde im Dorf eine neue steinerne evangelische Kirche im Stil der Neogotik erbaut.
1933 lebten in Neudorf 504, 1939 wiederum 461 Menschen. Bis 1945 gehörte das Dorf zum Landkreis Kreuzburg O.S. Am 18. Januar 1945 wurde das Dorf von der Roten Armee erobert. Das Schloss wurde von den Rotarmisten niedergebrannt. Mehr als ein Dutzend der im Dorf gebliebenen Bevölkerung wurde erschossen.
Als Folge des Zweiten Weltkriegs fiel Neudorf 1945 wie der größte Teil Schlesiens unter polnische Verwaltung. Nachfolgend wurde der Ort in Ciecierzyn umbenannt und der Woiwodschaft Schlesien angeschlossen. 1950 wurde es der Woiwodschaft Oppeln eingegliedert. 1999 kam der Ort zum neu gegründeten Powiat Kluczborski (Kreis Kreuzburg).

## Sehenswürdigkeiten
- Die römisch-katholische Stanislaus-Kostka-Kirche (poln. Kościół p.w. św. Stanisława Kostki) wurde 1878 im Stil der Neogotik erbaut. Sie diente bis 1945 als evangelisches Gotteshaus.
- Schlosspark – steht seit 1978 unter Denkmalschutz[7]